# Pseudochelidonium unonotaticolle
Pseudochelidonium unonotaticolle är en skalbaggsart som först beskrevs av Hüdepohl 1998.  Pseudochelidonium unonotaticolle ingår i släktet Pseudochelidonium och familjen långhorningar. Inga underarter finns listade i Catalogue of Life.